# Vlag van Brunswijk
Het Hertogdom Brunswijk heeft in zijn bestaan een aantal verschillende vlaggen gebruikt, die hieronder zijn weergegeven. De blauw-gele vlag is de laatste vlag die Brunswijk als onafhankelijke staat gebruikte: in 1871 trad het land toe tot het Duitse Keizerrijk. De vlag bleef eerst behouden, ook toen Brunswijk in 1919 een republiek binnen de Weimarrepubliek werd. In 1935 werd de vlag afgeschaft door de nationaalsocialisten.
| Vexillologisch symbool voor een buiten gebruik gestelde vlag | Vexillologisch symbool voor een buiten gebruik gestelde vlag | Vexillologisch symbool voor een buiten gebruik gestelde vlag |

Sinds 1952 is de blauw-gele vlag de vlag van de stad Brunswijk.